# Gyertyán
A gyertyán (Carpinus) a bükkfavirágúak (Fagales) rendjébe, ezen belül a nyírfafélék (Betulaceae) családjába tartozó nemzetség. A Coryloideae alcsaládjába sorolják a mogyoróval és néhány más nemzetséggel együtt, más rendszerezők külön családba, a Corylaceae-be helyezik.
Viszonylag kis termetű fák tartoznak ide. A nemzetség 30-40 fajának nagy része az északi mérsékelt égöv alatt él, legnagyobb részük Kelet-Ázsiában (főleg Kínában). Európában csak két faj, a közönséges gyertyán (Carpinus betulus) és a keleti gyertyán (Carpinus orientalis) él, Észak-Amerikában egyetlen faj, az amerikai gyertyán (Carpinus caroliniana) míg Japánban a szívlevelű gyertyán (Carpinus cordata) és a japán gyertyán (Carpinus japonica) fordul elő.

## Előfordulásuk
Hazája Közép- és Dél-Európa, Kaukázus, Észak-Törökország és Irán. Tipikusan a hegyvidéki fafajok között fordul elő, de ritkán látható 1000 méter tengerszint fölötti magasságban. Hazánkban főleg tölgyek és bükkök, valamint tölgy-hárs-gyertyános erdőkben látható. Nagyon sok faj (30-40) Kelet-Ázsiában található.

## Megjelenésük
A gyertyánok lombhullató növények, váltakozó állású, kétszeresen fűrészes, egyszerű leveleik 3–10 cm hosszúak. Virágaik tavasszal nyílnak, szél porozza őket, lecsüngő barkavirágzatot alkotnak. A porzós és termős barkák külön barkavirágzatokba tömörülnek, de ugyanazon a fán megtalálhatók (egylaki növény). A termés apró makkocska, kb. 3–6 mm hosszú kupacslevelek borítják. A kupacs háromkaréjos vagy egyszerű tojásdad, enyhén aszimmetrikus. A kupacslevelek aszimmetriája miatt „szárnyként” működnek, a szél messzebbre röpteti így a termést. A szárny alakja segíthet az egyes fajok meghatározásában. Egy makkocskában tipikusan 10-30 mag található.
A gyertyán fája igen szilárd és kemény, nehéz vele dolgozni. Keménysége miatt azonban szerszámnyélnek, fogaskeréknek, kocsikeréknek, zongora mechanikájának kiváló. Parkettázásra is használják.

## Ismertebb fajok
A közönséges gyertyán (Carpinus betulus), kis-közepes méretű fa, tipikusan 10-20, néha 30 méter magas. Egész Európában előfordul Írország, Nagy-Britannia északi része és Skandinávia nagy része kivételével. Levelei 5–9 cm hosszúak, a kupacslevelek 3–4 cm-esek, háromkaréjúak.
A keleti gyertyán (Carpinus orientalis) Délkelet-Európában és Délnyugat-Ázsiában fordul elő, forró, száraz élőhelyeken, általában a közönséges gyertyánnál alacsonyabb tengerszint feletti magasságon. Kisebb méretű fa, a 10 métert ritkán haladja meg, gyakran cserjeszerű. Levelei csak 3–5 cm hosszúak. Egyetlen osztatlan, kb. 2 cm-es kupacslevele van.
A japán gyertyán (Carpinus japonica) a keleti gyertyánra hasonlít, a kupacslevelek szintén osztatlanok, de levelei 8–10 cm hosszúak.
Az amerikai gyertyán (Carpinus caroliniana) Észak-Amerikában honos faj, a közönséges gyertyánhoz hasonló alakra és levélméretben. Kupacslevelei is háromkaréjúak, de kevésbé mélyen osztottak mint az európai fajnál. A törzsnek és az ágaknak „izmos” kinézetük van, hosszirányban sima, lekerekített gerincek futnak végig rajtuk. A kéreg sima kékesszürke, az amerikai bükkhöz hasonló, de még annál is finomabb mintázatú.

## Képek

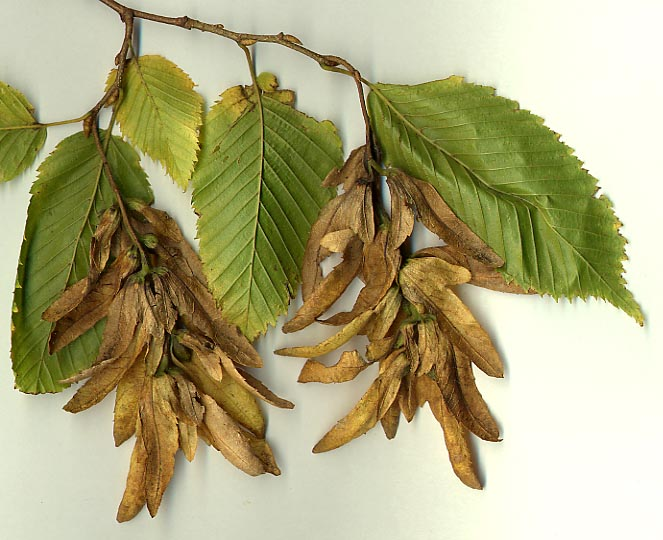
Közönséges gyertyán makkocska termése a kupacslevelekkel
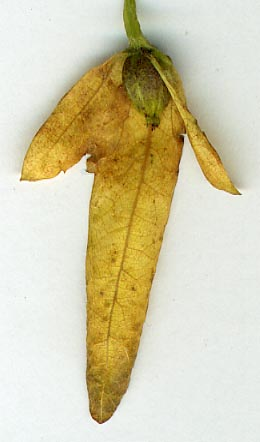
Egyetlen makkocska kupacslevéllel; a makk a levéllel együtt kb. 4 cm hosszú

## Fordítás
- Ez a szócikk részben vagy egészben  a   Hornbeam című angol Wikipédia-szócikk ezen változatának fordításán alapul.  Az eredeti cikk szerkesztőit annak laptörténete sorolja fel. Ez a jelzés csupán a megfogalmazás eredetét és a szerzői jogokat jelzi, nem szolgál a cikkben szereplő információk forrásmegjelöléseként.